# 奧拉夫岩
奧拉夫岩（英語：Oluf Rocks）是南極洲的岩石，處於諾伊邁爾角以東6公里，屬於帕默群島的一部分，由英國探險隊拍攝照片，現時由南極條約體系管理。